# Gmina Dubienka
Die Gmina Dubienka ist eine Landgemeinde im Powiat Chełmski der Woiwodschaft Lublin in Polen. Ihr Sitz ist das gleichnamige Dorf (das über zumindest 351 Jahre eine Stadt war) mit mehr als 1000 Einwohnern.

## Gliederung
Zur Landgemeinde Dubienka gehören folgende Ortschaften mit einem Schulzenamt:
Brzozowiec
Dubienka
Holendry
Janostrów
Jasienica
Józefów
Kajetanówka
Krynica
Lipniki
Mateuszowo
Nowokajetanówka
Poduchańka
Radziejów
Rogatka
Rudka
Siedliszcze
Skryhiczyn
Stanisławówka
Starosiele
Tuchanie
Uchańka
Zagórnik